# Сен-Мемен (Кот-д’Ор)
Сен-Меме́н (фр. Saint-Mesmin) — коммуна во Франции, находится в регионе Бургундия. Департамент коммуны — Кот-д’Ор. Входит в состав кантона Витто. Округ коммуны — Монбар.
Код INSEE коммуны — 21563.

## Население
Население коммуны на 2010 год составляло 138 человек.
| 1962 | 1968 | 1975 | 1982 | 1990 | 1999 | 2010 |
| ---- | ---- | ---- | ---- | ---- | ---- | ---- |
| 106  | 98   | 94   | 103  | 88   | 99   | 138  |

## Экономика
В 2010 году среди 88 человек трудоспособного возраста (15—64 лет) 74 были экономически активными, 14 — неактивными (показатель активности — 84,1 %, в 1999 году было 69,4 %). Из 74 активных жителей работали 68 человек (36 мужчин и 32 женщины), безработных было 6 (2 мужчин и 4 женщины). Среди 14 неактивных 8 человек были учениками или студентами, 4 — пенсионерами, 2 были неактивными по другим причинам.